# Ţăndărică
Ţăndărică is een marionetten- en poppentheater in Boekarest, Roemenië. Het theater werd in 1945 opgericht en werd meermaals onderscheiden met belangrijke prijzen.
In 2008 wijzigde het theater de volledige naam (vertaald) van Ţăndărică Poppentheater in Ţăndărică Animatietheater.

## Geschiedenis
Ţăndărică werd in 1945 als poppentheater opgericht door regisseur Nicolae Massim, actrice Lucia Calomeri en de decorontwerpers Elena Pătrăşcanu en Lena Constante.
De eerste formatie poppenspelers bestond uit onder meer Dorina Tǎnǎsescu en Antigona Papazicopol, waarbij de stemacteurs werden ingehuurd van het Nationale Theater. Met deze groep had Massim de regie over de eerste marionettenshow van Roemenië: Cu Țăndărică spre Mările Sudului (Met Ţăndărică naar de Zuidelijke Zeeën).
In 1949 moest Massim om politieke redenen aftreden en werd hij opgevolgd door zijn pupil Margareta Niculescu, voor wie hij een belangrijke mentor bleef. Niculescu was decennialang betrokken bij de internationale organisatie voor poppentheater, UNIMA, en won met het theater in 1978 de Erasmusprijs, samen met andere internationale poppenspelers: de Napoli-broers (La Marionettistica), Yves Joly (Tragédie de Papier) en Peter Schumann (Bread and Puppet). Ze wordt tegenwoordig beschouwd als de stichter van het moderne poppentheater in Roemenië.
Tot 1989 stonden de optredens in het teken van de introductie van nieuwe vormen van expressie in animatietheater, zoals met De kleine prins, Peter Pan, Tijl Uilenspiegel en Don Quichot.
Tussen 1986 en 1999 was Michaela Tonitza-Iordache de directeur van het theater en liet hij belangrijke stukken opvoeren, zoals A Midsummer Night's Dream (Shakespeare), Le Rappel des Oiseaux (Rameau) en The Tempest (Shakespeare), en opera's met poppen zoals Assepoester, Bastien und Bastienne (Mozart) en Il barbiere di Siviglia (Rossini).
Sinds 2000 is Călin Octavian Mocanu de directeur van het theater. Hij is daarnaast algemeen-secretaris voor de UNIMA, Niculescu was in deze tijd voorzitter. Onder zijn leiding is het theater doorgegaan op dezelfde lijn van selecties van het theaterrepertoire. Mocanu bracht titels ten tonele uit de grote klassieke Roemeense en wereldliteratuur, waaronder Păcală (De grapjas), De wolf en de drie biggetjes, Sneeuwwitje, Ali Baba en de veertig rovers en Belle en het Beest.
In de loop van de jaren werd het theater onderscheiden met de Erasmusprijs, de Nationale Prijs voor Poppen en verschillende andere grote prijzen. Ook won het theater grote festivalprijzen in onder meer Toulouse, Praag, Botoșani en Galați. Het theater was de host voor vier edities van het internationale festival voor poppentheaters, in 1958, 1960, 1965 en 1998. Het theater treedt geregeld op in het buitenland, waaronder in 1978 tijdens het Holland Festival in Amsterdam.
In 2004 werd de Lahovari-zaal geheel gerenoveerd en sindsdien wordt het theater jaarlijks door 75.000 kinderen bezocht.